# Fermina Márquez
Fermina Márquez est un roman de l'auteur français Valery Larbaud, paru en 1911 aux éditions Fasquelle.
En 1950, le jury du Grand prix des Meilleurs romans du demi-siècle le place au nombre des douze meilleurs romans de la première moitié du XXe siècle.

## Genèse
À partir d'un projet très ancien, Larbaud écrit ce livre de 1906 à 1909. Il s'inspire d'une jeune fille prénommée Encarnación, rencontrée en Espagne. Il aime secrètement la tante d'Encarnación, dont le prénom est Fermina. Mais l'histoire qu'il raconte dans son roman est fictive. Le titre est d'abord Conchita, puis Histoire de la Encarnación et de ses admirateurs, puis Encarnación Barea.
Le récit est publié en feuilleton dans quatre numéros de la NRF, de mars à juin 1910. Il paraît en volume chez Fasquelle, sous le titre Fermina Márquez, en 1911.

## Résumé
L’illustre collège Saint-Augustin, non loin de Paris, est très cosmopolite. On y compte un fort contingent de descendants de conquistadores : fils d’armateurs de Montevideo, de marchands de guano de Callao, de fabricants de chapeaux de l’Équateur, etc.  La langue en usage est l’espagnol. L’esprit qui domine est l’esprit d’entreprise et d’héroïsme. Toute sensiblerie est tournée en dérision. Les plus rudes vertus sont exaltées. Les élèves osent tout en fait d’indiscipline et d’insolence.
Deux jeunes filles apparaissent un jour : les sœurs du jeune Paco Márquez, un nouveau, un élève de cinquième. Après s’être fait tordre le poignet longuement par Demoisel, le malheureux finit par avouer le prénom de la plus jeune, Pilar. Demoisel ayant serré plus fort, les élèves obtiennent le prénom de l’aînée : Fermina. Les deux jeunes Colombiennes viennent passer toutes les après-midi au collège, en compagnie de Mama Doloré, leur tante, pour aider Paco à lutter contre le désespoir. Pendant les deux longues récréations de l’après-midi, les élèves voient Fermina passer dans les allées du parc. Leur vie est toute changée : « Chacun de nous sentait en soi-même son espérance, et s’étonnait de la trouver si lourde et si belle. » Ils estiment que « si quelqu'un doit l'avoir, c'est Santos qui l'aura ; à moins que Demoisel, ce sauvage, ne la prenne de force dans un coin du parc. » Chaque jour, une dizaine de « chevaliers de Fermina Márquez » s'échappent de la cour de récréation. Ils accompagnent les jeunes filles dans le noble parc donnant sur la vallée de la Seine au début de l'été, mais les autorités du collège interviennent et mettent fin à ces escapades.
Joanny Léniot est un élève de seconde. Personnage terne, fort en thème, isolé, solennel, il cherche à se venger des railleries que lui infligent les rares jeunes filles de sa connaissance. C'est par une séduction qu'il entend se venger : alors il sera un homme et perdra sa timidité. Se réjouissant de l'aridité de son cœur, il choisit pour victime Fermina Márquez. Paco étant le souffre-douleur de ses camarades, Léniot se fait son protecteur, ce qui lui vaut la gratitude de Mama Doloré. Il est autorisé à se joindre aux promenades des Colombiennes. Il fond sur Fermina comme on marche à l'ennemi, mais Fermina n'est pas telle qu'il l'avait imaginée. C'est une bonne camarade, qui ne se moque pas de lui, ce qui met tous ses plans par terre. Il passe chaque jour trois heures éblouissantes en sa compagnie, échangeant des confidences. Désormais, sa vie est belle, et son égoïsme s'amollit.
Fermina parle avec insistance d'humilité. Elle méprise le monde et les richesses. Mystique exaltée, elle s'efforce de ressembler à sainte Rose de Lima. Elle voudrait endurer tous les tourments de la croix. Léniot s'avoue sa défaite : cherchant à se faire aimer de Fermina, il en est tombé amoureux. Il dévoile à Fermina sa grande idée : il se veut l'artisan d'un retour à l'hégémonie impériale romaine.
Camille Moûtier est un élève de cinquième, un très mauvais élève, malheureux au collège. Dans cet enfer, il trouve quelque chose à aimer : Fermina. Il achète un petit drapeau colombien, et passe en courant près de la jeune fille. Elle remarque le drapeau. Elle voit Moûtier. Elle lui parle. Camille répond et s'enfuit. C'est la grande aventure de son année scolaire.
Après les vacances de Pentecôte, Léniot comprend que son rival, l'audacieux Santos, a gagné : ayant réussi à obtenir une permission pour les vacances, Santos a rencontré Fermina. Léniot fait ses adieux à Fermina de la façon la plus emphatique et la plus bavarde qui soit, en proclamant qu'il a du génie. Il cesse de la voir, et Santos le remplace dans les promenades du parc, et reste maître paisible de sa conquête. Amoureuse, la jeune fille a renoncé à ses idées d'humilité, comme à celles de piété. Léniot pourra se consacrer à son avenir prestigieux.
Devenu adulte, le narrateur vient revoir son vieux collège, à présent fermé. Le concierge est toujours là et lui apprend que de nombreux élèves sont morts. Certains ont tout perdu au jeu ou à la Bourse et se sont tués. Léniot est mort à la caserne, pendant une épidémie. Santos a épousé une Allemande. Et Fermina Márquez ?

## Personnages
- Santos Iturria, de Monterrey, dix-huit ou dix-neuf ans, le grand, le modèle, le héros du collège. Il domine par la force et la parole. Hardi, émancipé, il fait le mur pour mener la grande vie à Paris, la nuit. Il dort en classe.
- Fermina Márquez, seize ans, fille d'un grand banquier de Bogota. Une vraie, une grande jeune fille. « Vraiment elle faisait penser à tous les bonheurs de la vie[7]. »
- Pilar Márquez, douze ou treize ans, sœur de Fermina. Elle n'est qu'une enfant. Ses doigts sont toujours tachés d'encre, et ses coudes sont toujours écorchés.
- Demoisel, dix-huit ans, de Port-au-Prince. Une brute et un cancre. Compagnon des équipées nocturnes de Santos.
- Ortega, faible, indolent, taciturne. Mais, comme il est le seul Espagnol originaire de la métropole, les autres élèves le traitent avec déférence.
- Paco (Francisco) Márquez, un nouvel élève de cinquième, frère de Fermina.
- Mama Doloré, une quarantaine d'années, tante de Fermina.
- Joanny Léniot, quinze ans et demi, fils d'un soyeux des environs de Lyon. Personnage central du livre. On retrouve en lui des traits de Larbaud[1]. Timide, une physionomie peu agréable. Exclu des jeux de plein air pour sa maladresse. Travailleur acharné, avide de gloire scolaire, il fait semblant d'avoir des facilités. Mais ses sentiments, toujours plus vifs et plus nets que ses pensées, dominent et obscurcissent son intelligence. Calculateur, une ambition sans mesure.
- M. Lebrun, jeune répétiteur arrivé depuis peu au collège.
- Juan Bernardo de Claraval Marti de la Cruz y del Milagro de la Concha, élève à qui M. Lebrun a eu l'imprudence de demander son nom.
- Le préfet des études.
- Camille Moûtier, treize ans, mauvais élève. Autre personnage dans lequel on trouve des traits de Larbaud[8]. Pour lui, la vie de collège est un supplice renouvelé chaque jour. Attend la nuit pour pleurer. Convaincu qu'il ne sera jamais rien pour Fermina Márquez, qu'il n'osera jamais l'approcher.
- Le narrateur. Tout comme Léniot, il est un très bon élève.
- Le concierge du collège, ancien soldat, attaché à « ses » élèves.

## Cadre du récit

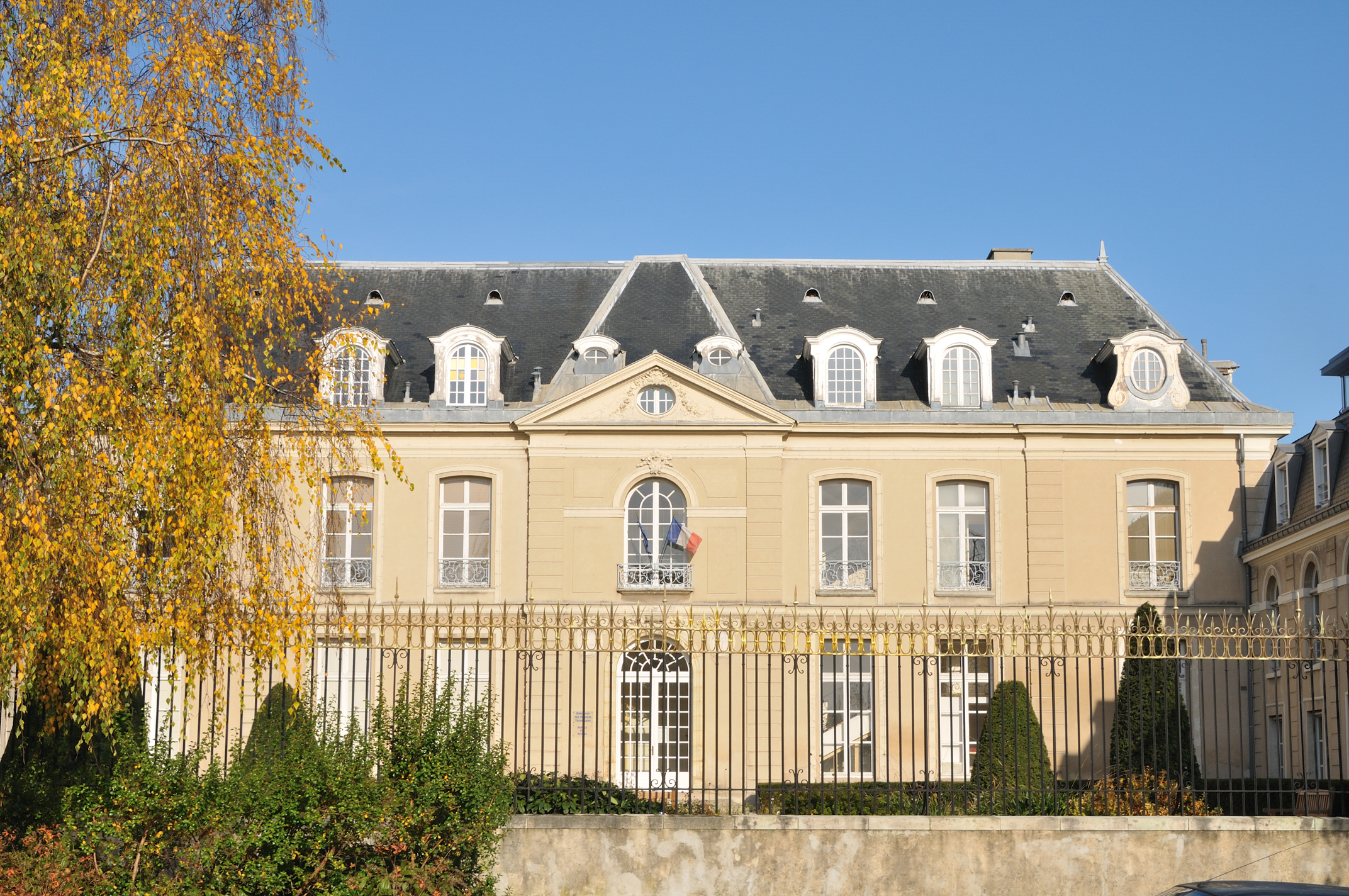
L’ancien collège Sainte-Barbe-des-Champs, où Valery Larbaud fut pensionnaire.

Le collège Saint-Augustin du roman est inspiré d'un ancien collège de Fontenay-aux-Roses. Annexe du collège Sainte-Barbe de Paris, Sainte-Barbe-des-Champs ouvre en 1852 dans un château du début du XVIIIe siècle. Valery Larbaud y est pensionnaire d'octobre 1891 (classe de septième) à juillet 1895 (classe de quatrième). Le collège ferme en 1899 et devient petit séminaire jusqu'en 1907. Le château et le parc appartiennent actuellement à la commune.

## Analyse
« Chef-d'œuvre » à l'écriture « d'une aristocratique simplicité », au « verbe souverainement maître de ses moyens », Fermina Márquez ouvre la série des romans d'adolescence, précédant de deux ans Le Grand Meaulnes.
L'originalité et le charme du roman tiennent à ce qu'à trois reprises (notamment dans les sept premiers chapitres), c'est un « nous » qui raconte, ce qui établit une proximité entre les personnages et le lecteur,. Puis Léniot entre en scène, et pour la plus longue partie du récit on passe au « il », avec un narrateur devenu omniscient : il sait tout ce qui se passe non seulement dans les pensées de Léniot, mais dans celles de Camille Moûtier et même, en fin de livre, dans celles de Fermina Márquez. Puis, à trois reprises, le narrateur se fait individu en nous livrant quelques indications sur lui-même (il est, comme Léniot, un excellent élève, a déjà écrit une grande partie de son roman et rencontre le concierge). Il dit alors « je », et cesse d'être omniscient.
Charles Dantzig souligne que le livre bénéficie non seulement d'un très bon début mais aussi d'une excellente fin, qui « réoriente l'éclairage, donne une nouvelle couleur à l'ensemble. » Dans une lettre à Larbaud, Marcel Ray loue cette fin, qui « justifie et dépasse toutes les espérances que m’avaient fait concevoir les trois premières parties. Quel magnifique couronnement ! La nouvelle s’élargit vers la fin, prend des allures épiques, devient poème ; l’émotion s’enfle et s’épanche en musique. Ce ne sont plus des « souvenirs de jeunesse » : c’est une grande plainte noble et mesurée sur la mort de toute jeunesse. »

## Accueil critique
L'accueil des amis de Larbaud est très favorable. Francis Jammes parle d'un « petit chef-d'œuvre classique d'écriture et de psychologie ». La critique est élogieuse. Alain-Fournier et Marcel Proust ont une grande admiration pour ce livre.
Ce roman, écrit vers 1910, est en 1950 considéré par le jury du Grand prix des Meilleurs romans du demi-siècle au nombre des douze meilleurs romans de la première moitié du XXe siècle.